# János Hajnal
János Hajnal detto Giovanni (Budapest, 27 agosto 1913 – Roma, 9 ottobre 2010) è stato un artista e illustratore ungherese naturalizzato italiano, considerato uno dei maggiori autori contemporanei di vetrate istoriate e mosaici.

## Biografia
Ungherese di nascita, si diplomò all'Accademia di Budapest, dove ottenne premi e borse di studio; frequentò poi le Accademie di Francoforte, Stoccolma e Roma.
Iniziò la sua carriera artistica come illustratore di libri, attività che continuò a coltivare anche in seguito.
A diciott'anni compì il suo primo viaggio in Italia, recandosi a piedi da Budapest a Firenze per ammirare l'arte italiana.
Si trasferì definitivamente in Italia, a Roma, nel 1948, all'età di trentacinque anni.
Qui la sua opera si incentrò prevalentemente sulle vetrate artistiche e sui mosaici.
Ottenne la cittadinanza italiana per meriti artistici nel 1958.
Nel 1992 gli fu conferita dal Presidente della Repubblica Ungherese la Croce al Valore Civile, la più alta onorificenza ungherese in campo culturale. Fu nominato all'unanimità dal Consiglio dell'Università ungherese Magister Rerum Artium Honoris Causa dell'Accademia di Belle Arti di Budapest.
Nel 2002 fu nominato commendatore dell'Ordine al merito della Repubblica italiana dal Presidente Ciampi.
È morto a Roma il 9 ottobre 2010.

## Opere

### Vetrate del Duomo di Milano
La collaborazione di Hajnal con la Veneranda fabbrica del Duomo di Milano risale al 1953, quando vinse il concorso per la realizzazione di tre vetrate istoriate di 35 m² per la facciata del Duomo. Le vetrate, inaugurate nel 1955, rappresentano La Chiesa (altezza 5,75 m), La Trinità (altezza 9,50 m) e La Sinagoga (altezza 5,75 m).
Sempre per il Duomo di Milano, Hajnal ha realizzato nel 1988 una grande vetrata di 25 m² e alta 18 m circa, detta La vetrata dei Cardinali, inaugurata nel 1989. Si trova nella navata esterna destra e rappresenta due pastori della Chiesa Ambrosiana: il card. Alfredo Ildefonso Schuster e il card. Andrea Carlo Ferrari, entrambi beatificati. Con quest'opera si è completata la serie delle vetrate istoriate realizzate per il Duomo a partire dal Quattrocento.

### Vetrate per l'Aula Paolo VI in Vaticano
L'opera che ha dato a Giovanni Hajnal grande fama è la realizzazione delle grandi vetrate ovali che danno luce all'interno dell'Aula Paolo VI, in Vaticano, detta anche Aula Nervi dal nome del progettista Pier Luigi Nervi, o Salone delle Udienze. Inaugurata nel 1971, può ospitare fino a 12000 persone ed è coperta da una volta parabolica che concentra l'attenzione del pubblico verso il palco, dove Pericle Fazzini realizzò la scultura bronzea della Resurrezione nel 1977. Le due vetrate di Hajnal misurano 180 m².

### Altre vetrate
Vetrate di Hajnal si possono ammirare a Roma nelle chiese di San Leone, Santa Maria Goretti, Sant'Angela Merici e San Pietro Nolasco, nel Collegio Scozzese, nella chiesa nazionale canadese, nella basilica di Santa Francesca Romana, nel nuovo carcere di Rebibbia, nella chiesa nazionale svedese di Santa Brigida a piazza Farnese, nella chiesa conventuale di Santa Brigida all'Olgiata, nell'Istituto delle Suore Orsoline di Roma in via Nomentana, eccetera. Tra le opere romane più notevoli e recenti, il rosone della facciata della basilica di Santa Maria Maggiore (diametro 450 cm), del 1995.
Hajnal ha realizzato vetrate in molte altre località italiane: Velletri, Vetralla, Prato, Gaeta, Teramo, Frosinone, Avezzano, Carpinello Casciano (Napoli), Milano (chiesa di Sant'Angela Merici), Catania, Udine, Castagno d'Elsa in Toscana, Bari, Sorrento, Lavello (Potenza), Chieti, l'Aquila, Farfa, Formia, Tarquinia, Carsoli, Latina, Santuario di Montevergine, eccetera. Tra le opere più recenti di particolare importanza, sono le tre monumentali vetrate di 263 m² che rappresentano la Trinità, realizzate nel 1999 per la basilica di San Francesco da Paola a Paola.
Hajnal ha inoltre realizzato vetrate a San Paolo del Brasile, a Hartford nel Connecticut, ad Oakland, a Lucerna e così via. Tra i lavori più recenti realizzati all'estero, da segnalare le tre grandiose vetrate per la cattedrale di Palma di Maiorca, nel 1995.

### Opere musive
Hajnal è anche un grande artista del mosaico. Le sue opere musive si possono ammirare in tutt'Italia e all'estero. A Roma, nelle Chiese di San Leone Magno e dei SS. Pietro e Paolo all'EUR, nel Collegio Scozzese, nella Chiesa Nazionale Canadese, nella ex Sede della direzione dei Monopoli di Stato, nell'Istituto delle Figlie di Maria Immacolata sulla via Cassia, eccetera. E inoltre: a Velletri, Bari, Frascati, Teramo, Molfetta, Firenze, Chieti, Gaeta, Formia, Tarquinia, San Benedetto del Tronto e così via. Particolarmente notevoli sono il grandioso mosaico di 182 m² realizzato nel 1980 per il santuario di Montevergine (in provincia di Avellino) e quello di 130 m² realizzato nel 2000-2001 per la basilica di San Francesco da Paola a Paola (Cosenza). Importanti opere musive sono state realizzate anche a Caracas, a St. Paul nel Minnesota, a Lincoln nel Nebraska, a Dublino e altrove.

### Illustrazione di libri
Le vetrate e i mosaici di Hajnal parlano soprattutto il linguaggio del sacro. Ma nella sua attività solo apparentemente secondaria di illustratore di libri (il suo “primo mestiere”), si ritrovano rappresentazioni sia sacre, sia profane.
Nel 1969 ha realizzato 120 illustrazioni per il libro di Marcello Camilucci Né angelo né bestia. Nel 1971, 15 disegni per il libro di Cesare Basini, Impressioni Romane.
Nel 1986, 32 quadri a tempera per illustrare la vita di San Guglielmo, fondatore del Monastero di Montevergine, per il libro Episodi della vita di San Guglielmo, a cura di Giovanni Mongelli. Nel 1989, 20 quadri a tempera, per illustrare un libro del cardinale Virgilio Noè. Nel 2000 è stato pubblicato il libro Il fascino di Dio, di Fernando Rojo Martinez, con illustrazioni a tempera di Santi e Beati agostiniani.
Come illustratore ha collaborato con giornali e riviste. Tra gli altri: Avvenire, Discussione, Fiera letteraria, Osservatore Romano, Solathia, Ecos. Per Ecos ha anche illustrato il volume I Racconti di Ecos, 1984.
Nel 1988 ha disegnato la copertina a colori e sei tavole in bianco e nero per il romanzo La soglia della yurta, di Paolo Andreocci.
Numerose le incisioni dedicate alla Divina Commedia di Dante, alle Egloghe o Bucoliche di Virgilio, ai Sonetti di Trilussa, e a I viaggi di Gulliver di Jonathan Swift.

### Francobolli
Hajnal ha disegnato per la Filatelia Vaticana numerose serie di francobolli. Tra l'altro: nel 1983, 4 francobolli per l'Anno Santo straordinario; nel 1985, la serie commemorativa per i Santi Cirillo e Metodio; nel 1993, 4 francobolli per il Congresso Eucaristico Internazionale di Siviglia; nel 1994, 4 francobolli per l'Anno Internazionale della Famiglia e nel 1998, 5 francobilli dedicati ai Viaggi del Papa. Il numero 1/2006 della rivista Cronaca Filatelica dedica la copertina "alle creazioni filateliche di Giovanni Hajnal".

### Altre opere
In Ungheria i suoi lavori figurano a Budapest, al Museo delle Belle Arti e nel Museo della Capitale, oltre che in collezioni private.
Nella Chiesa di San Nicola a Bellegra (Roma) sono presenti alcuni suoi affreschi del 1950.